# Bardendrum
× Bardendrum, (abreviado Bard) en el comercio, es un híbrido intergenérico entre los géneros de orquídeas Barkeria × Epidendrum. Fue publicado en Orchid Rev. 70(831): 1 (1962).